# Старозахаркинский сельсовет
Старозахаркинский сельсовет — сельское поселение в Шемышейском районе Пензенской области Российской Федерации.
Административный центр — село Старое Назимкино.

## История
Статус и границы сельского поселения установлены Законом Пензенской области от 2 ноября 2004 года № 690-ЗПО «О границах муниципальных образований Пензенской области».

Мемориал воинам-землякам, павшим в годы Великой Отечественной войны, с. Старое Захаркино Шемышейского района

## Население
| 2002  | 2010  | 2012  | 2013  | 2014  | 2015  | 2016  |
| ----- | ----- | ----- | ----- | ----- | ----- | ----- |
| 1617  | ↘1469 | ↘1436 | ↘1390 | ↘1363 | ↗1464 | ↗1561 |
| 2017  | 2018  | 2021  |       |       |       |       |
| ↘1543 | ↘1452 | ↘1263 |       |       |       |       |

## Состав сельского поселения
| № | Населённый пункт | Тип населённого пункта       | Население |
| - | ---------------- | ---------------------------- | --------- |
| 1 | Наумкино         | село                         | ↘366      |
| 2 | Старое Захаркино | село                         | ↘609      |
| 3 | Старое Назимкино | село, административный центр | ↘494      |